# Begonia pustulata
Begonia pustulata là một loài thực vật có hoa trong họ Thu hải đường. Loài này được Liebm. mô tả khoa học đầu tiên năm 1852.

## Hình ảnh

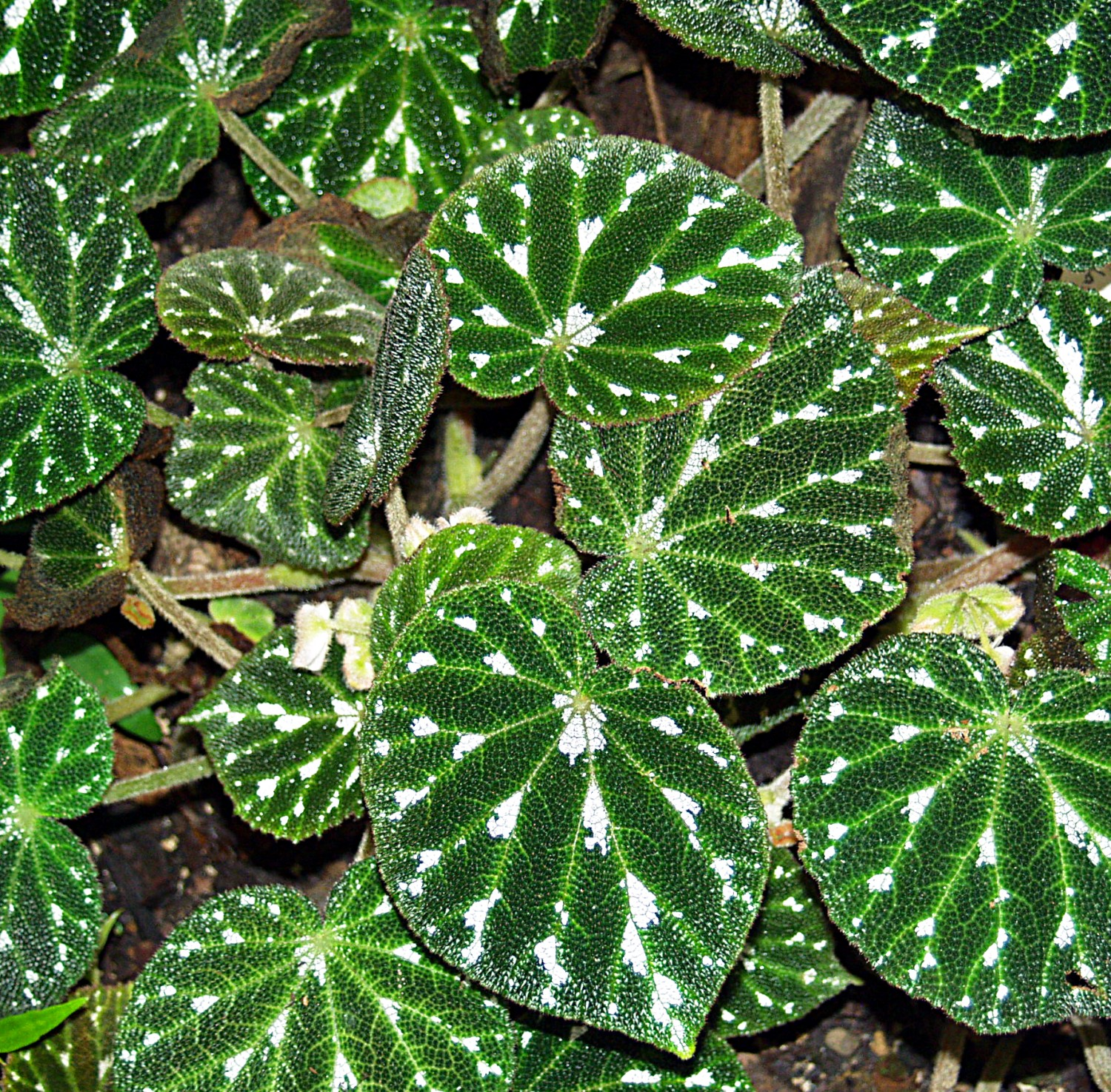
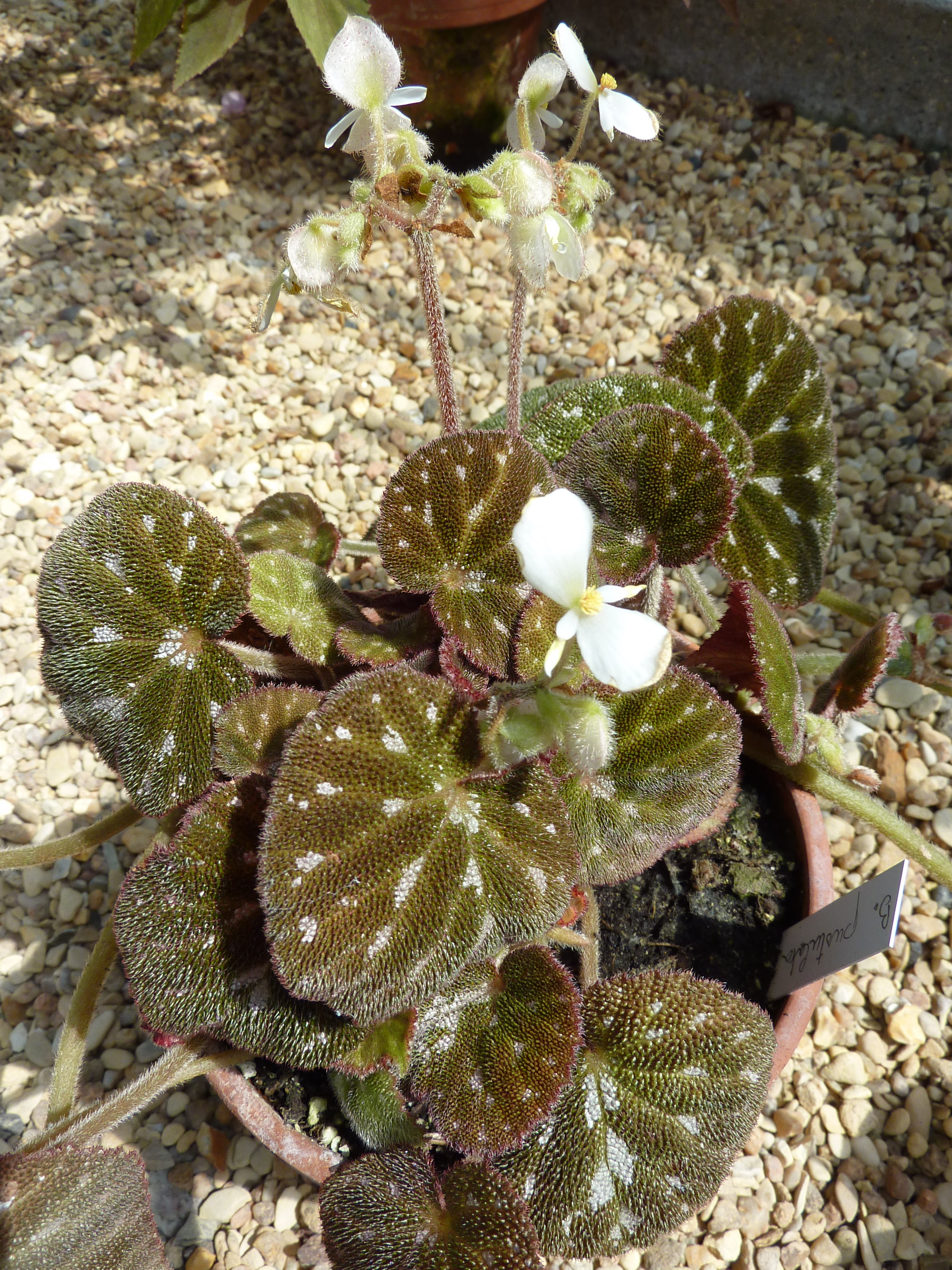
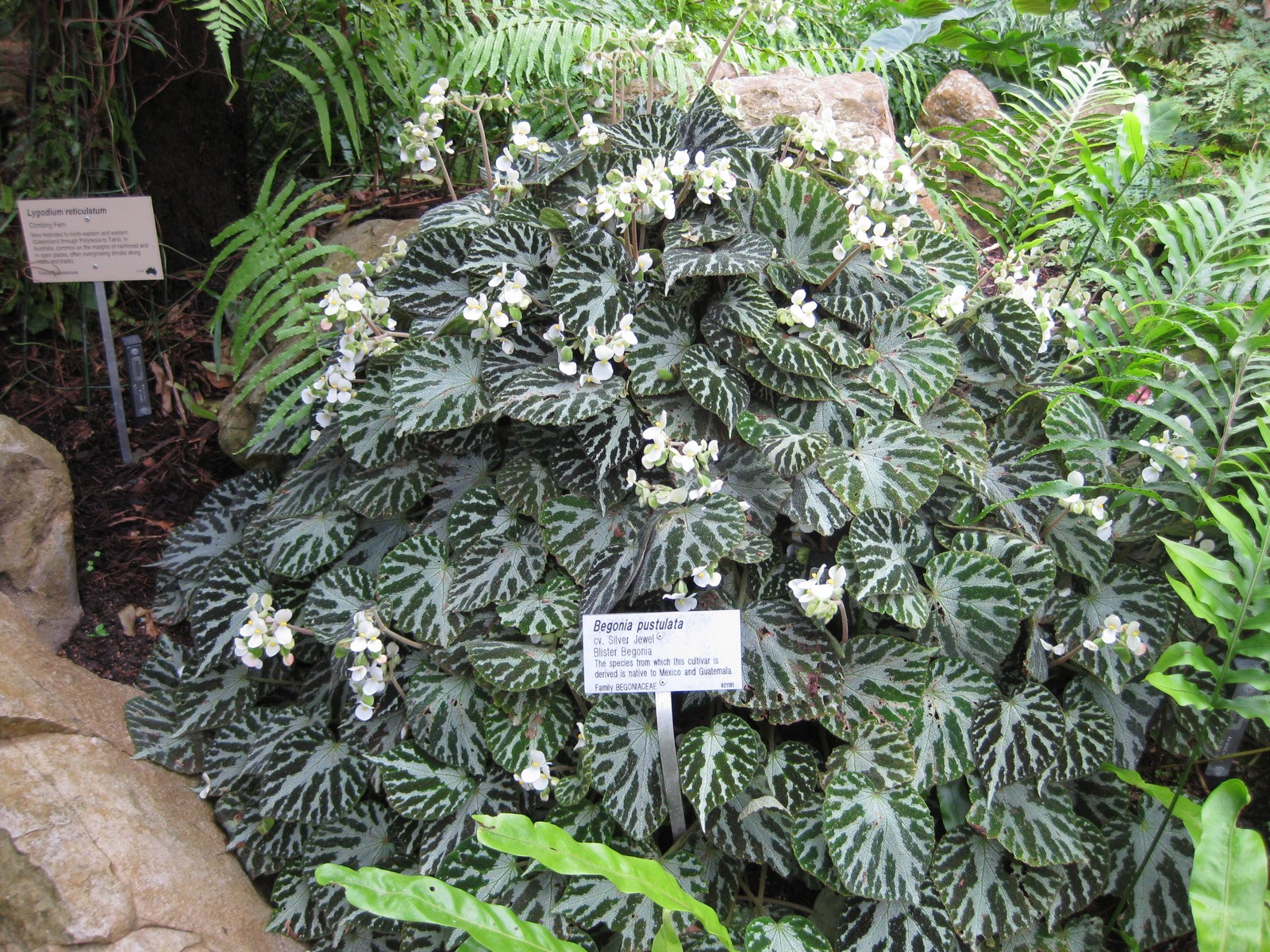
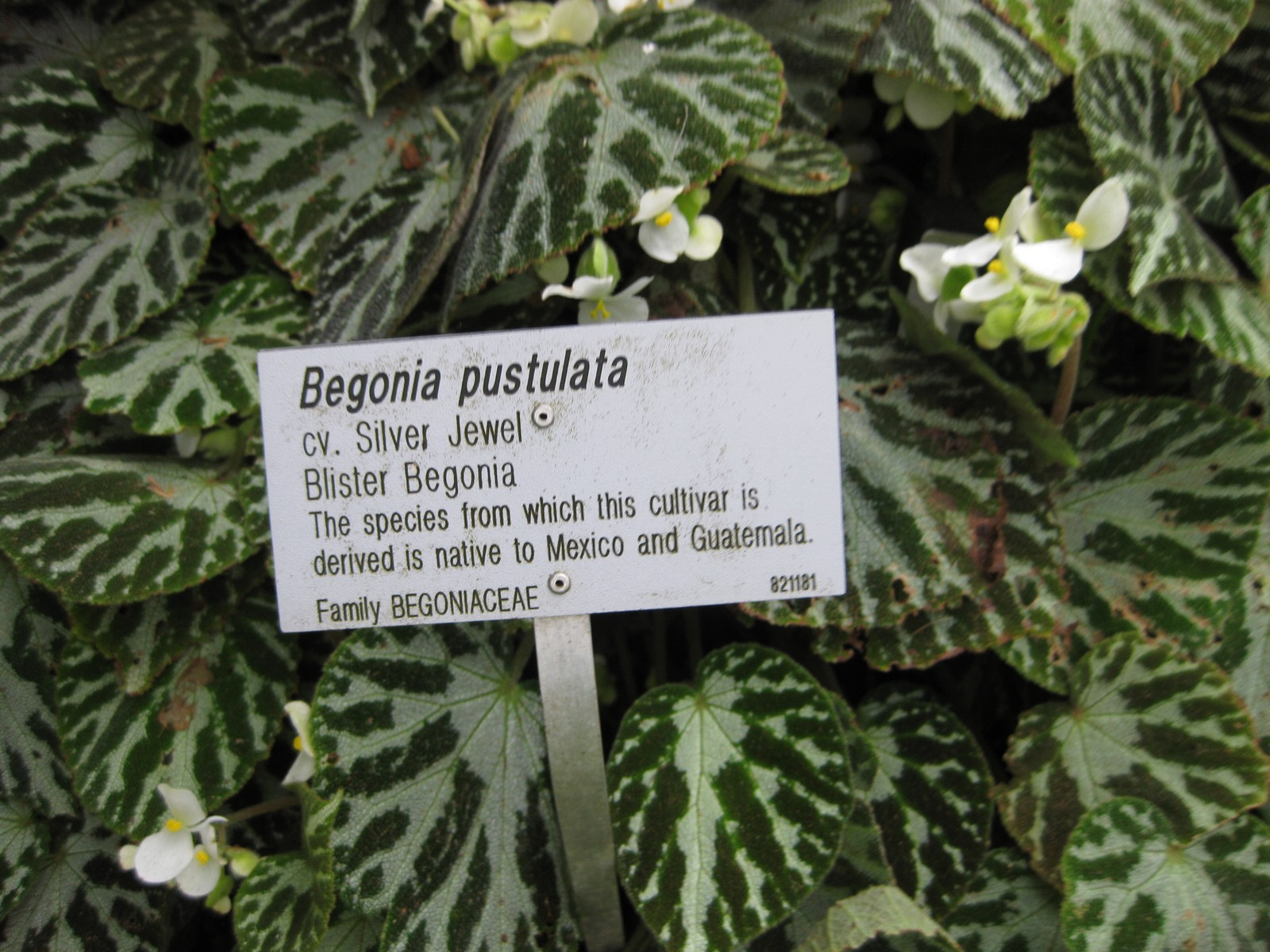